# Taylor Henrich
Taylor Henrich est une sauteuse à ski et coureuse du combiné nordique canadienne, née le 1er novembre 1995 à Calgary.

## Biographie
Membre d'Altius Nordic ski club, Taylor Henrich fait ses débuts internationaux dans la Coupe continentale en 2008, alors plus haut niveau féminin. Entre 2009 et 2011, elle fait une pause dans la compétition.
En 2011, elle obtient sa première sélection pour les Championnats du monde à ceux d'Oslo, où elle prend la 18e place. Au mois de décembre, elle prend part à la nouvelle Coupe du monde, à Lillehammer où elle enregistre ses premiers points (23e). En 2012, elle se classe cinquième en individuel et gagne la médaille de bronze à l'épreuve par équipes mixtes sur les Jeux olympiques de la jeunesse d'hiver à Innsbruck. Deux saisons plus tard, elle fait son entrée dans le top dix en Coupe du monde à Lillehammer, avant de prendre part aux Jeux olympiques à Sotchi, où elle est treizième. De retour sur la Coupe du monde, elle est cinquième à Holmenkollen.
Le 25 janvier 2015, elle se classe troisième de l'épreuve de Coupe du monde disputée à Oberstdorf et devient à cette occasion la première canadienne à monter sur un podium à ce niveau. Après une cinquième place aux Championnats du monde de Falun, elle est troisième à Holmenkollen, pour son deuxième podium de la saison.
Aux Championnats du monde 2017 à Lahti, elle prend la seizième place.
Elle est 32e du concours des Jeux olympiques de Pyeongchang. Il s'agit de sa dernière compétition majeure en saut à ski.
Elle sort de sa retraite sportive pour s'essayer au combiné nordique, qui est sport émergent chez les femmes.
En décembre 2018, à Park City elle grimpe à deux reprises sur le podium de la Coupe continentale de combiné nordique, soit la première canadienne à réaliser cette performance

## Palmarès en saut à ski

### Jeux olympiques
| Épreuve / Édition | Sotchi 2014 | Pyeongchang 2018 |
| Saut à ski        | 13e         | 32e              |

### Championnats du monde
| Épreuve / Édition  | Oslo 2011 | Val di Fiemme 2013 | Falun 2015 | Lahti 2017 |
| Individuel         | 18e       | 41e                | 5e         | 16e        |
| Par équipes mixtes |           |                    |            | 12e        |

### Coupe du monde
- Meilleur classement général : 15e en 2015.
- 2 podiums individuels : 2 troisièmes places.

#### Classements généraux annuels
| Année | Rang |
| 2012  | 46e  |
| 2013  | 35e  |
| 2014  | 22e  |
| 2015  | 15e  |
| 2016  | 20e  |
| 2017  | 33e  |
| 2018  | 45e  |

### Jeux olympiques de la jeunesse
- Médaille de bronze par équipes en 2012 à Innsbruck.

### Coupe continentale
- 4e du classement général en 2015.
- 2 podiums, dont 1 victoire.

## Palmarès en combiné nordique

### Coupe continentale
- 3 podiums.

Palmarès à l'issue de la saison 2019-2020